# Stockholmspolisens IF
Stockholmspolisens IF, (SPIF, auch: Polisens IF) ist ein schwedischer Sportverein aus Stockholm. Im Verein wird Handball, Judo, Schwimmen und Rudern angeboten.
Der Verein wurde am 9. August 1912 nach den Olympischen Sommerspielen 1912 von Polizisten gegründet. Zu Beginn an war es ein Verein für Stockholmer Polizisten und ihre Familien, in den 1940er Jahren öffnete sich der Verein auch für andere Mitglieder.
Seit den 1940er Jahren wird im Verein Handball betrieben. Sowohl die Herren- als auch die Damen-Mannschaft spielten in der höchsten schwedischen Spielklasse. Die Damenmannschaft wurde zwölfmal schwedischer Meister (1974–1977, 1979–1985 und 1990); sie spielte zuletzt in der Saison 2005/06 in der Elitserien.